# Кристоф Адолф фон Дона-Шлодиен
Кристоф Адолф фон Дона-Шлодиен (на немски: Christoph Adolph Burggraf und Graf zu Dohna-Schlodien; * 25 ноември 1786 в Шлодиен; † 10 февруари 1843 в Шлодиен в Гладише, Източна Прусия/Полша) от род Дона, линия Шлодиен, е бургграф и граф на Дона-Шлодиен в Източна Прусия/Полша.
Той е син на граф и бургграф Карл Лудвиг Александер фон Дона-Шлодиен (1758 – 1838) и Нели/Вилхелмина Луиза Ернестина фон Дона-Лаук (1761 – 1827), дъщеря на граф и бургграф Кристоф Белгикус фон Дона-Лаук (1715 – 1773) и графиня Амалия Вилхелмина Финк фон Финкенщайн (1737 – 1765).
Кристоф Адолф фон Дона-Шлодиен умира на 56 години на 10 февруари 1843 г. в Шлодиен.

## Фамилия
Кристоф Адолф фон Дона-Шлодиен se jeni на 25 ноември 1840 г. в Шлодиен за фрайин Юлиана Амалия фон Фитингхоф-Шеел (* 19 декември 1787, Вензьовен; † 14 януари 1865, Карвинден), дъщеря на фрайхер Кристоф Енгелбрехт фон Фитингхоф-Шеел (1758 – 1826) и Фридерика Амалия фон Клаусен († 1803). Те имат пет деца:
- Карл Лудвиг Александер Ердман фон Дона-Шлодиен (* 29 септември 1814, Карвинден; † 3 април 1890, Кьонигсберг), женен на 9 ноември 1839 г. в Кьонигсберг за Анна фон Ауерсвалд (* 27 юни 1820; † 3 юли 1878); имат дъщеря и четири сина; децата им имат титлата „бургграф/бургграфиня и граф/графиня фон Дона-Шлодиен“
- Отилия Ернестина Луиза Емилия (* 25 декември 1811, Карвинен; † 8 август 1870, Еберсвалде), омъжена на 11 юли 1844 г. в Карвинен за граф Юлиус фон Еглофщайн (* 16 януари 1801; † 29 юни 1866)
- Берта Каролина Юлия (* 19 април 1813, Раудниц; † 19 май 1893, Воплаукен), омъжена на 6 август 1833 г. в Раудниц за граф Елимар фон Ойленбург (* 14 август 1808; † 5 декември 1849)
- Клара (* 29 септември 1814, Карвинден; † 26 ноември 1885, Домнау), омъжена на 10 май 1833 г. в Раудниц за за граф Натанго фон Калнайн (* 17 ноември 1803; † 19 юни 1890)
- Малвина Херминия Евелина Фридерика (* 6 септември 1816, Раудниц; † 7 април 1887, Кьонигсберг), омъжена I. на 13 юли 1835 г. в Раудниц за гарф Карл фон Клинковстроем (* 2 март 1811; † 7 юни 1836), II. на 14 юни 1844 г. в Карвинден за граф Лудвиг Бото фон Ойленбург (* 25 февруари 1811; † 26 февруари 1867)